# Монтонеро (Верчели)
Монтонеро је насеље у Италији у округу Верчели, региону Пијемонт.
Према процени из 2011. у насељу је живело 46 становника. Насеље се налази на надморској висини од 141 м.